# Schwartziella hannai
Schwartziella hannai är en snäckart som först beskrevs av A. G. Smith och M. Gordon 1948.  Schwartziella hannai ingår i släktet Schwartziella och familjen Rissoidae. Inga underarter finns listade i Catalogue of Life.